# Agathon Rwasa
Agathon Rwasa (nascido em janeiro de 1964 na província de Ngozi, Burundi) é um político burundiano. Durante a Guerra Civil do Burundi (1993-2005), foi líder do grupo armado hutu Forças Nacionais de Libertação (FNL). Após a guerra, essa organização transformou-se num partido político (o Congresso Nacional pela Liberdade) e Rwasa tornou-se um dos líderes da oposição.
Em Junho de 2010, Rwasa passou para a clandestinidade, alegando que poderia ser preso por alegadamente desestabilizar o país após as eleições locais. No entanto, o procurador-geral do Burundi afirmou que não havia justificação ou acusações contra Rwasa.
Rwasa tornou-se o principal líder da oposição durante a crise burundiana em 2015. Nas eleições presidenciais do Burundi de 2015, ficou em segundo lugar com 19% dos votos. Desde o final de julho de 2015, atua como vice-presidente da Assembleia Nacional do Burundi.